# Adam Pelikant
 Adam Pelikant (ur. 1960 w Łodzi) – naukowiec, którego obszar zainteresowań obejmuje inżynierskie zastosowania informatyki oraz transakcyjne i analityczne przetwarzanie danych, a także elektrodynamikę techniczną.
W 1984 ukończył studia z zakresu elektrotechniki na Wydziale Elektrycznym Politechniki Łódzkiej. W 1991 uzyskał stopień doktora, a w 2003 doktora habilitowanego. Jego doktorat uhonorowano I nagrodą Konferencji Rektorów Łódzkich Szkół Wyższych. Od 1983 r. pracuje w Instytucie Maszyn Elektrycznych i Transformatorów, obecnie Instytut Mechatroniki i Systemów Informatycznych. Od 2012 roku jest prodziekanem Wydziału Elektrotechniki, Elektroniki, Informatyki i Automatyki ds. studiów doktoranckich i promocji.
Opublikował ponad 100 publikacji głównie z zakresu elektrodynamiki technicznej, inżynierskich zastosowań informatyki oraz analitycznego przetwarzania danych. Prace publikował w znanych wydawnictwach międzynarodowych, między innymi: IEEE Transaction on Magnetics, IEE Proceedings on Electric Power Applications, COMPEL – The international journal for computation and mathematics in electrical and electronic engineering, Springer, Archiv für Elektrotechnik, International Journal of Electronics and Telecomunications. Wypromował trzech doktorów nauk technicznych z zakresu informatyki, był recenzentem w pięciu przewodach doktorskich.
Jest członkiem komitetu naukowego międzynarodowej konferencji IEEE International Conference Beyond Databases, Architectures and Structures BDAS (poprzednio Bazy Danych, Architektura i Systemy), recenzentem w: ośrodku przetwarzania informacji OPI, czasopismach naukowych COMPEL i IEEE Transactions on Fuzzy Systems oraz wydawnictwie Springer.
Adam Pelikant jest autorem czterech książek poświęconych tematyce baz danych:
- MS SQL Server. Zaawansowane metody programowania, Helion 2014,
- Hurtownie danych. Od przetwarzania analitycznego do raportowania, Helion 2011,
- Programowanie serwera Oracle 11g SQL PL/SQL, Helion 2010,
- Bazy danych. Pierwsze starcie, Helion 2009.